# Morturneria seymourensis
Morturneria (Morturneria seymourensis) es un género de reptil sauropterigio marino extinto, perteneciente a los plesiosauros. Vivió en el Cretáceo superior (Maastrichtiano, aproximadamente hace 66 millones de años) cuyos restos fósiles han sido encontrados en la Antártida.

## Descripción
Si bien sus restos son incompletos, el aspecto de este animal es similar al de los fósiles de otros parientes mejor conocidos. Al igual que gran parte de los plesiosaurios, Morturneria debía poseer un largo cuello rematado por una cabeza pequeña, cuatro extremidades transformadas en aletas y un cuerpo ancho y corto. 
La particularidad de Morturneria residía en el cráneo: las mandíbulas estaban llenas de pequeños dientes en forma de aguja, con poca separación entre ellos. A diferencia de otros plesiosaurios estos dientes no estaban dirigidos hacia arriba, sino que apuntaban hacia el exterior, por lo que al cerrar la boca los dientes superiores e inferiores del animal se entrelazaban, llenando los huecos entre los dientes adyacentes. Esta característica estructural no ha sido observada nunca en ningún otro reptil marino. 
Concretamente, parece que las mandíbulas de Morturneria fueran bastante débiles, y no adecuadas para la retención de presas. Estas presentaban una forma de "u", mientras el paladar estaba muy tallado y formaba dos cámaras bucales laterales arqueadas; estas estructuras eran adecuadas para aumentar el volumen de agua que este animal podía tragar. Morturneria se diferenciaba de los  Aristonectes similares por la presencia de un proceso paroccipital plesiomórfico (parecido a aquel de Alexandronectes) y el casco característico en el paladar.

## Historia
Morturneria seymourensis fue descrita por primera vez en 1989 sobre la base de fósiles (un cráneo incompleto y algunas vértebras cervicales) encontradas en la isla Seymour, en la Antártida, en tierras que datan del final del Cretácico. Inicialmente denominado Turneria seymourensis, el espécimen fue posteriormente renombrado Morturneria ya que el nombre Turneria ya estaba siendo utilizado para otro animal. Posteriormente, en el 2003, algunos estudios indicaron que Morturneria no era más que un espécimen de una especie de plesiosaurio ya conocido en América del Sur, Aristonectes. Solo en el 2017 se aclararon suficientes características distintivas entre Aristonectes y Morturneria. En cualquier caso, estos dos animales son parte de un clado de plesiosaurios elasmosáuridos, Aristonectidae, incluyendo reptiles marinos con características craneales altamente especializadas.

## Paleobiología
Según el estudio realizado por Robin O’Keefe en el 2017, parece que Morturneria (y tal vez también Aristonectes) era un organismo suspensívoro: Morturneria tamizaba el sedimento y entonces, manteniendo sus mandíbulas ligeramente abiertas expulsaba el sedimento marino hacia el exterior de su cavidad bucal y retenía a los anfípodos y otras presas pequeñas con sus dientes entrecruzados. De ese modo, Morturneria podría ser el equivalente cretácico de una ballena gris actual.